# Marija Aleksandrovna Kolenkina
Marija Aleksandrovna Kolenkina (in russo Мария Александровна Коленкина?; Lebedjan', 1850 – Irkutsk, 31 ottobre 1926) è stata una rivoluzionaria russa.

## Biografia
Nata in una famiglia della piccola borghesia di Lebedjan', si trasferì a Temrjuk, dove divenne insegnante elementare. Frequentò poi a Kiev un corso di ostetricia, diplomandosi nel 1873. Qui conobbe Ekaterina Breško-Breškovskaja (1844–1934) con la quale svolse propaganda populista tra i contadini della provincia.
Sfuggita all'arresto, nel 1875 entrò a far parte del gruppo dei buntary, i «rivoltosi» attivi a Kiev che cercavano di preparare una rivolta contadina. Sfuggita a un nuovo arresto quando il gruppo fu dissolto dalla polizia a seguito di un tradimento, si rifugiò a San Pietroburgo, dove visse sotto pseudonimo con Vera Zasulič.
Entrata a far parte di Zemlja i Volja, partecipò al tentativo di uccidere il procuratore Želichovskij, l'accusatore del «processo dei 193». A seguito del riuscito attentato al capo della Terza Sezione Mezencov, Zemlja i Volja fu investita da un'ondata di arresti e il 24 ottobre 1878 anche Marija Kolenkina fu arrestata dopo una sparatoria.
Il 25 ottobre fu rinchiusa nella fortezza di Pietro e Paolo, dove rimase fino al processo, concluso il 26 maggio 1880 con la sua condanna a 10 anni di lavori forzati in Siberia. Nel 1885 ottenne la libertà vigilata e si stabilì nel 1886 a Tunka, e poi a Irkutsk. Sposata con l'ex-detenuto Nikolaj Nikolaevič Bogorodskij (1853- ?), che lavorava nel locale Museo geografico, Marija Kolenkina insegnò nelle scuole di Irtutsk, dove rimase fino alla morte, avvenuta il 31 ottobre 1926.